# 特雷斯里奧斯區

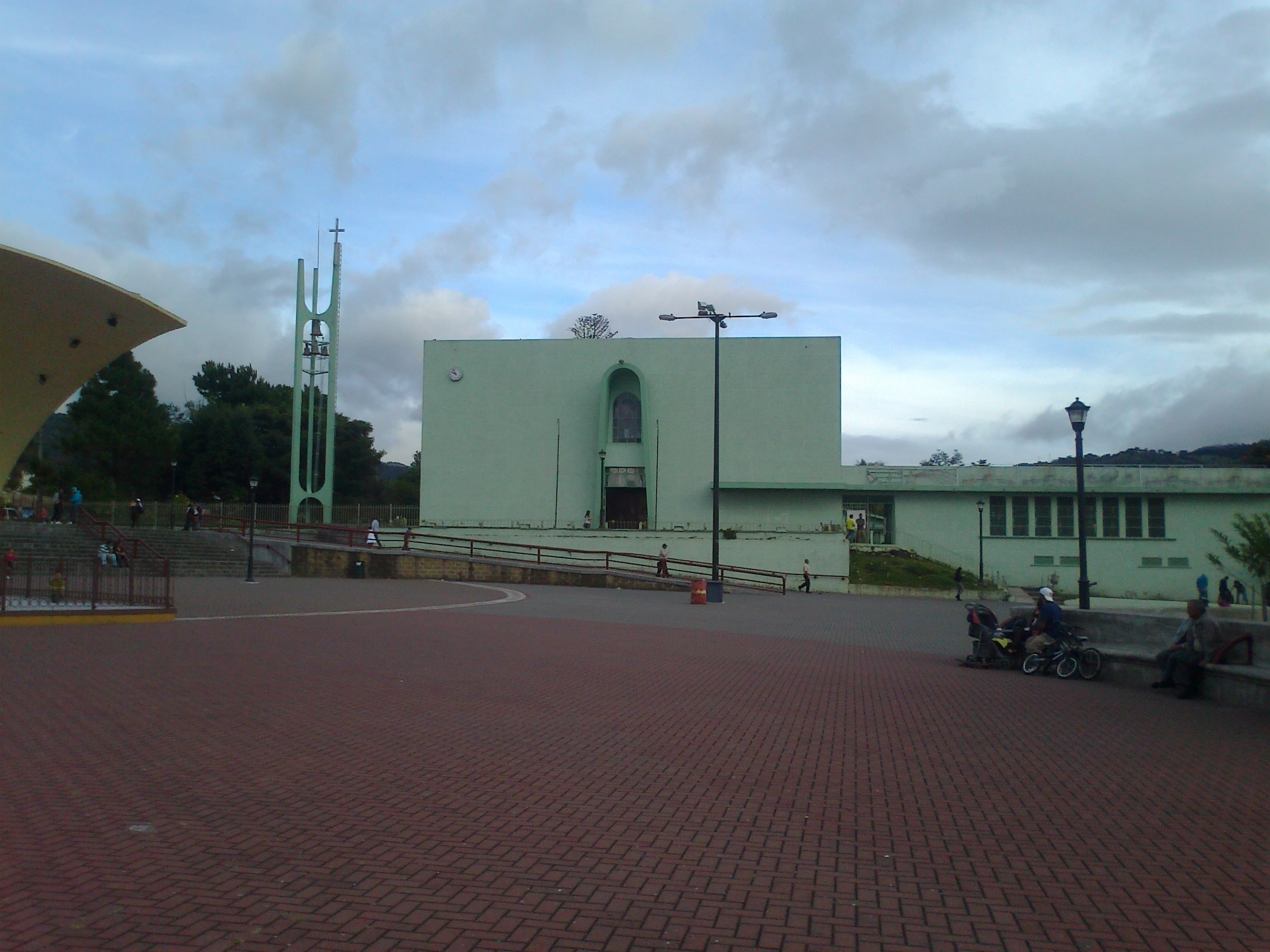

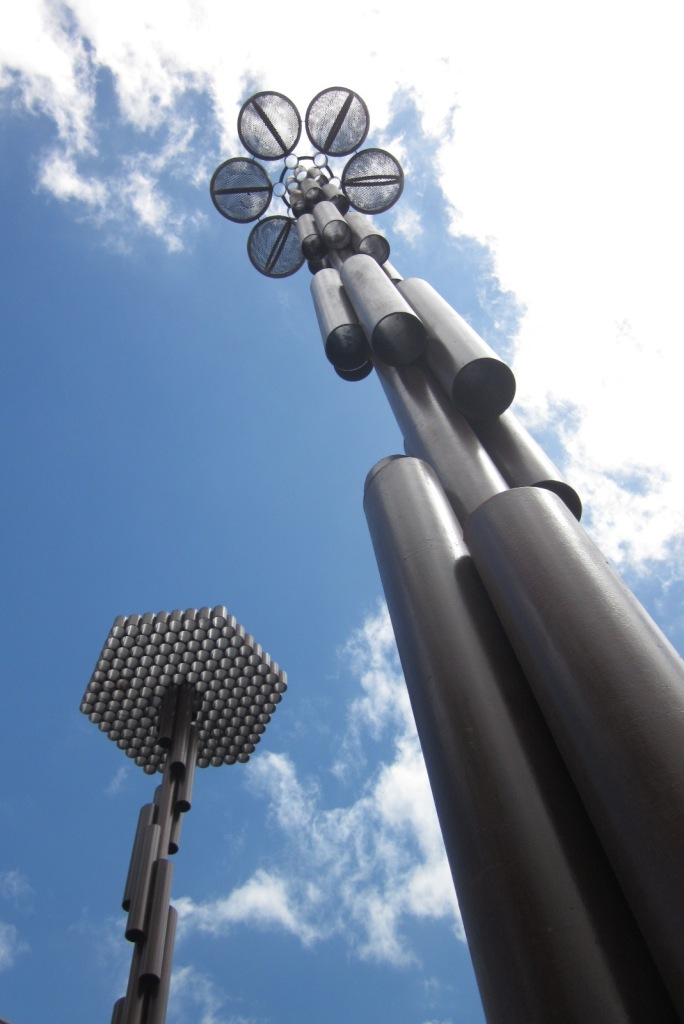
Ibo Bonilla 雕刻家

特雷斯里奧斯區（西班牙語：Tres Ríos），是哥斯達黎加的一個區，位於該國東部卡塔戈省，面積2.39平方公里，海拔高度1,421米，2010年人口9,300，人口密度每平方公里3,891.21人。